# براندون ماكيني
براندون ماكيني (بالإنجليزية: Brandon McKinney)‏ هو لاعب كرة قدم أمريكية أمريكي، ولد في 24 أغسطس 1983 في دايتون في الولايات المتحدة.

## وصلات خارجية
- براندون ماكيني على موقع مرجع كرة القدم المحترفة.كوم (الإنجليزية)